# Волицька лучно-болотна ділянка
Во́лицька лу́чно-боло́тна діля́нка — ботанічна пам'ятка природи місцевого значення в Україні. Розташована біля села Волиця Кременецького району Тернопільської області. 
Площа 10,8 га. Статус присвоєно згідно з рішенням Тернопільської обласної ради від 17 червня 2014 року № 1714. Перебуває у віданні: Лановецька міська рада.
Статус присвоєно для збереження лучно-болотних фітоценозів у межах заплави річки Жирак. Зростає пальчатокорінник травневий — вид, занесений до Червоної книги України.